# Eubrochoneura altissima
Eubrochoneura altissima är en fjärilsart som beskrevs av Kawabe 1978. Eubrochoneura altissima ingår i släktet Eubrochoneura och familjen vecklare. Inga underarter finns listade i Catalogue of Life.